# 일본전신전화
NTT는 일본의 통신 산업을 주관하는 기업이다. 오랫동안 일본전신전화주식회사(일본어: 日本電信電話株式会社, 영어: Nippon Telegraph and Telephone Corporation)라는 이름을 사용하였으나, 2025년에 사명을 약자였던 'NTT'로 바꾸었다.

## 역사

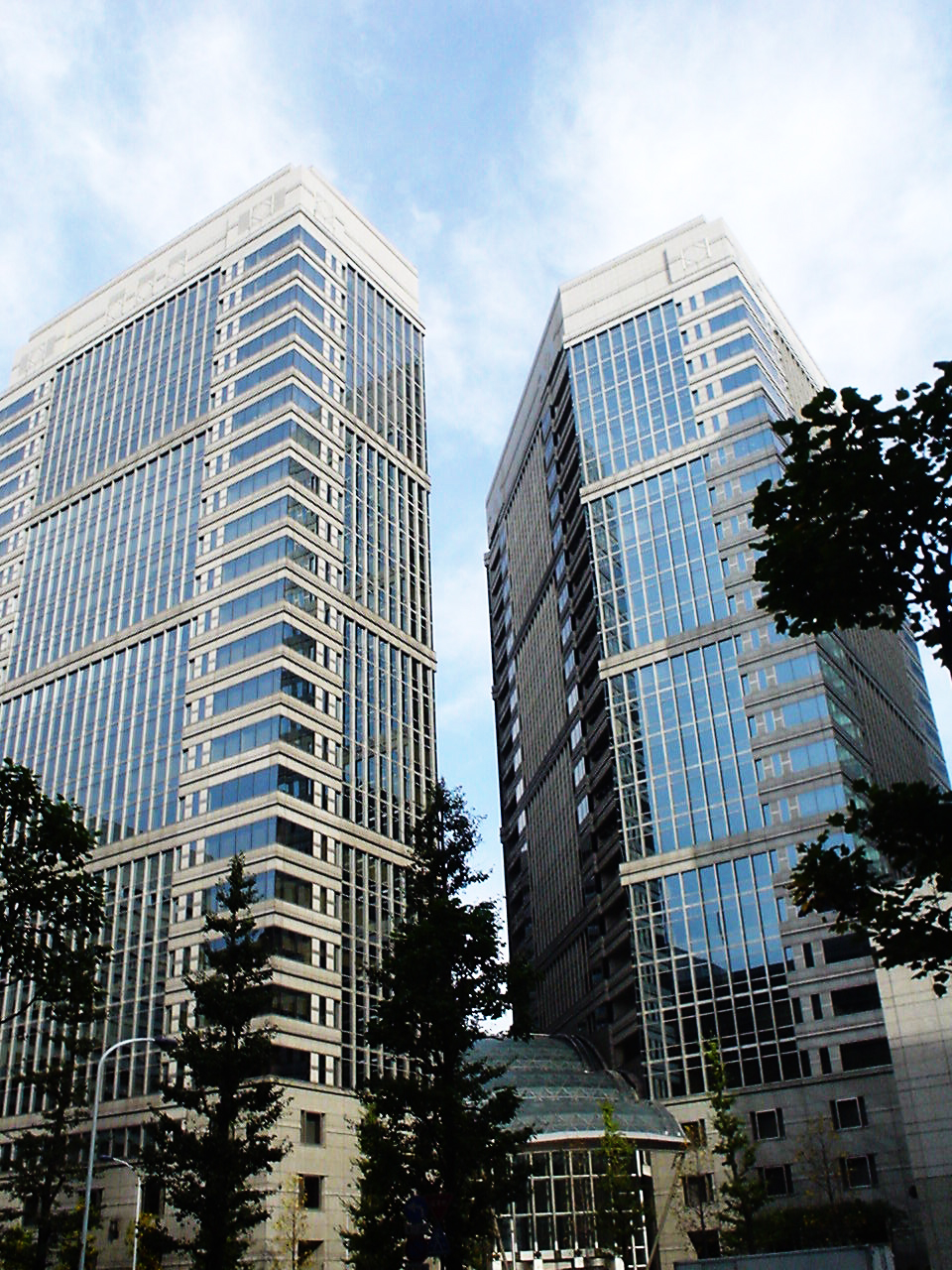
NTT 본사

1985년 당시의 나카소네 내각은 민간 부분의 활성화를 위하여 3개의 공기업(일본전신전화공사, 일본전매공사(현 일본담배산업), 일본국유철도(현 JR))을 민영화하기로 결정하였다. 그 일환으로 일본전신전화 주식회사법(현재의 일본전신전화 주식회사 등에 관한 법률)을 시행하여, 구 일본전신전화공사의 업무를 승계한 특수회사 일본전신전화 주식회사가 설립되었다. 이 법은 NTT의 상시 발행제주식의 3분의 1을 일본 정부가 보유해야 한다고 정하고 있다. 정부 보유주의 명의인은 재무대신이다.
1987년 2월 9일에 주식 시장에 상장되었다. 상장 초기의 주가는 119만 엔이었는데 주가가 급등하여 2개월 뒤의 최고치는 318만 엔을 기록하였다. 이는 버블 경제의 상징으로 여겨지기도 한다.
이후에도 NTT를 두고 그 영향력이 강한 것부터, JR과 같은 지역 분할론까지 등장하면서 정치문제가 되었다. NTT는 지역분할을 회피하기 위하여 소프트웨어를 개발하는 NTT 데이터나 이동통신사 NTT 도코모 등의 자회사를 설립하기도 했다.
그러나 1997년에 법 개정으로 NTT의 분할이 결정되었고, 1999년에 유선전화 사업을 동일본 전신전화(NTT 동일본)와 서일본 전신전화(NTT 서일본)로 분할했다. 장거리 통신은 NTT 커뮤니케이션즈(NTT 컴)을 설립하여 이관했으며, NTT는 지주회사가 되었다. 동시에 NTT커뮤니케이션즈는 법률상 완전 민영화되었고, NTT는 국제통신사업에도 참여했다. 결과적으로 재편을 통해 NTT의 업무 범위가 확대되었고, 다른 통신사에서는 NTT의 몸집만 키웠다는 비판이 나왔다.
일반적으로 지주회사 NTT 산하의 NTT 동일본과 NTT 서일본, NTT 커뮤니케이션즈를 포함한 유선전화 그룹(분할 이전의 NTT가 담당하던 전기통신사업)의 명칭으로 'NTT'라고 불린다.
NTT 법 제3조에 의하면 'NTT 및 NTT동일본 및 NTT 서일본은 그 사업상 항상 경영이 적정 한편 효율적에 행해지도록 해, 국민 생활에 불가결한 전화의 역무의 적절,공평하고 안정적인 제공의 확보에 기여하는 것과 동시에,향후의 사회 경제의 진전에 완수해야 할 전기 통신의 역할의 중요성에 귀감,전기 통신기술에 관한 연구의 추진 및 그 성과의 보급을 통해서 일본의 전기 통신의 창의성있는 발전에 기여해,공공의 복지의 증진에 이바지하도록 노력해야 한다'라고 되어 있지만 구체적인 개별·직접적인 의무는 없다. 또, 동법 제2조 제4항에 의해,현 경계를 넘는 통신 서비스를 개시하는 경우는 총무성의 인가가 필요하다.
현재 기초 연구를 다루는 연구부문은 분할되지 않고 지주회사 내부에 남아 있다. 지주회사의 사무부문은 기본적으로는 자회사로부터의 출향이라고 하는 형태를 취하고 있지만,연구직은 지주회사가 독자적으로 채용하고 있다. 또,독자적으로 연구 섹션을 마련한 자회사도 있다.
NTT는 일본 최대의 기업체인 것과 동시에 세계 최대의 정보통신 기업이기도 하다. 그룹 내부에서 사업 내용이 중복되는 분야가 있어,전그룹 규모로 사업·서비스의 정리·통합을 진행시키고 있다.

## 주된 서비스

### 유선통신 사업
- 전보 - 1869년 개시, NTT 동일본·서일본
- 가입 전화 - 1890년 개시, NTT 동일본·서일본
- 통화 중 대기 - 1970년 개시, NTT 동일본·서일본
- 수신자 부담 전화 - 1985년 개시, NTT 커뮤니케이션즈
- ISDN(INS 넷) - 1988년 개시, NTT 동일본·서일본
- 전화 부가 서비스(Premium-rate telephone number) - 1989년 개시, NTT 동일본·서일본
- 발신번호 표시 - NTT 동일본·서일본

### 이동통신 사업
- 신칸센 열차 공중 전화 서비스 - 1965년 개시, NTT 커뮤니케이션즈
  - 신칸센 열차로의 착신,신칸센 열차로부터의 발신. 2004년 6월 착신 서비스 종료.
- 휴대 전화(mova, FOMA) - NTT 도코모
- 무선 호출기 - NTT 도코모, 2007년 종료
- 위성통신 와이드스타 - NTT 도코모
- 선박 전화 - 도코모 모바일

### 그 외의 사업
- OCN - NTT 커뮤니케이션즈
- NTT 파라라
- goo - NTT 레조난트
- 은행 온라인 시스템 - NTT 데이터
- 국제전화 - NTT 커뮤니케이션즈

## 식별 번호
- 0033(NTT 커뮤니케이션즈)
- 0036(NTT 동일본)
- 0039(NTT 서일본)

## 연구 거점
- 요코스카 연구개발센터(가나가와현 요코스카시 요코스카 리서치 파크)
  - 사이버 커뮤니케이션 종합 연구소
    - 사이버 솔루션 연구소
    - 사이버 스페이스 연구소

  - 액세스 서비스 시스템 연구소
- 무사시노 연구개발센터(도쿄도 무사시노시)
  - 정보유통기반 종합 연구소
    - 서비스 인테그레이션 기반 연구소
    - 정보유통 플랫폼 연구소
    - 네트워크 서비스 시스템 연구소
- 아쓰기 연구개발센터(가나가와 현 아쓰기시)
  - 첨단기술 종합 연구소
    - 마이크로 시스템 인테그레이션 연구소
    - 환경 에너지 연구소
- 쓰쿠바 연구개발센터(이바라키현 쓰쿠바시)
  - 액세스 서비스 시스템 연구소
- 마쿠하리 빌딩(지바현 지바시 미하마구)
  - 네트워크 서비스 시스템 연구소
  - 액세스 서비스 시스템 연구소

## 재해 대책 기본법 관련
NTT 그룹에서는 다음의 기업이 재해 대책 기본법으로 내각총리대신의 지정을 받고 있어 재해 발생시에 다른 지정 공공기관 상호의 통신을 확보할 의무를 지고 있다.
- 당사 그룹 전체의 통신 업무 조정
- 동일본 전신전화·서일본 전신전화
- NTT 커뮤니케이션즈
- NTT 도코모

라이벌 기업인 KDDI도 상기 서비스나 휴대 전화 서비스를 실시하고 있으므로 동법에 근거하는 지정을 받고 있다.

## 역대 사장
| 대수  | 이름            | 재임 기간   | 출신 학교              |
| ----- | --------------- | ----------- | ---------------------- |
| 초대  | 신토 히사시     | 1985 - 1988 | 규슈 대학 공학부       |
| 제2대 | 야마구치 하루오 | 1988 - 1990 | 도쿄 대학 공학부       |
| 제3대 | 고지마 히토시   | 1990 - 1996 | 홋카이도 대학 법경학부 |
| 제4대 | 미야쓰 준이치로 | 1996 - 2002 | 도쿄 대학 공학부       |
| 제5대 | 와다 노리오     | 2002 - 2007 | 교토 대학 경제학부     |
| 제6대 | 미우라 히사시   | 2007 - 2012 | 도쿄 대학 법학부       |
| 제7대 | 우노우라 히로오 | 2012 - 2018 |                        |
| 제8대 | 사와다 준       | 2018 - 2022 |                        |
| 제9대 | 시마다 아키라   | 2022 -      |                        |

## 병원
체신 병원을 이어받아 운영을 실시하고 있다. NTT 그룹 관계자 이외에도 이용이 가능하다. NTT 동일본이 운영하는 의료 기관으로서는 다음의 5개 병원이 있다.
- NTT 동일본 간토 병원(옛 간토 체신 병원) - 도쿄도 시나가와구 히가시고탄다
- NTT 동일본 삿포로 병원 - 홋카이도 삿포로시 주오구
- NTT 동일본 도호쿠 병원 - 미야기현 센다이시 와카바야시구
- NTT 동일본 나가노 병원 - 나가노현 나가노시
- NTT 동일본 이즈 병원 - 시즈오카현 다가타군 간나미정(간나미 정은 NTT 서일본의 관할 지역이다.)

NTT 서일본에서도 다음의 7개 병원이 운영되고 있다.
- NTT 서일본 오사카 병원 - 오사카부 오사카시 덴노지구
- NTT 서일본 교토 병원 - 교토부 교토시 미나미구
- NTT 서일본 도카이 병원 - 아이치현 나고야시 나카구
- NTT 서일본 규슈 병원 - 구마모토현 구마모토시
- NTT 서일본 나가사키 병원 - 나가사키현 나가사키시
- NTT 서일본 마쓰야마 병원 - 에히메현 마쓰야마시
- NTT 서일본 가나자와 병원 - 이시카와현 가나자와시

## 주요 계열사
- NTT 도코모
- NTT 데이터

## 같이 보기
- 전화